# Ģirts Krūmiņš
Ģirts Krūmiņš (n. 17 mai 1965, Pļaviņas⁠(d), Aizkraukle⁠(d), Letonia) este un actor de teatru și film și profesor de dicție leton, care a jucat o lungă perioadă la Teatrul Nou din Riga.

## Biografie
Girts Krumiņš s-a născut pe 17 mai 1965 în orașul Pļaviņas⁠(d) (atunci în RSS Letonă din URSS, azi în Letonia) și a crescut acolo. A studiat la secția de pian a Liceului de Muzică „Jāzeps Mediņš”⁠(d) din Riga (1981—1983), după care a urmat studii de actorie la Studioul Național al Actorilor de Film⁠(d) din cadrul Studioului Cinematografic din Riga (1983-1985) și apoi la Facultatea de Teatru a Conservatorului de Stat al Letoniei⁠(d) (1987-1992). A fost angajat actor al Teatrului din Daugavpils⁠(d) până în 1993. Cele mai importante roluri pe care le-a jucat pe scena acestui teatru au fost Benjy (Povestea plină de zgomot și furie a unui nebun de W. Faulkner, 1991) și Muzicianul („Iadul” de F. Dostoievski, 1993). Începând din 1993 a lucrat la Teatrul „Skatuve”⁠(d) din Riga.
În anul 1996 a devenit actor la Teatrul Nou din Riga. Pe scena acestui teatru a interpretat roluri importante precum Treplev (Pescărușul de A. Cehov, 1996), Allende (Tunelul lui E. Sábato), 1997), Ezra Chater (Arcadia de T. Stoppard, 1998), Ábrams (Skroderdienas Silmachis de R. Blaumanis, 1998), Lebedev (Idiotul de F. Dostoievski, 1999), Andronic (Șarpele de M. Eliade), 2000), Alf (Tumšie brieži de Inga Ābele, 2001), Zemlianika (Revizorul de N. Gogol, 2002), doctorul Ostenhausen (Stāsts par Kasparu Hauzeru de K. Dīras și A. Hermanis, 2002), bătrânul (Garā dzīve, 2003), Tom (Menajeria de sticlă de T. Williams, 2003), diverse roluri în piesele Latviešu stāsti (2004), Latviešu mīlestība (2006), Klusuma skaņas (2007), Zilākalna Marta (2009) și Kapusvētki (2010), Kemp (Vigīlija. Sapnis par nomodu de Moriss Paničs, 2011), Oblomov (Oblomov de I. Goncearov, 2011), Jānis (Dukši de Agnese Rutkēviča), 2013), dl Stokes (Peldošie — ceļojošie de M. Kuzmin, 2014), Rainis (Aspazija. Personīgi de Inga Ābele, 2015) și Alēns Tanērs (Pakļaušanās de Mišels Velbeks, 2016).
A obținut premiul Asociației Teatrelor Profesioniste Letone pentru „cel mai bun debut al anului” (1992) și premiul Spēlmaņu nakts⁠(d) pentru „cel mai bun actor al anului⁠(d)” în 2012 pentru rolul Kemp din piesa Vigīlija. Sapnis par nomodu și rolul Oblomov din piesa Oblomov. De asemenea, a fost nominalizat la Premiul Spēlmaņu nakts în 2009 pentru rolurile din piesele Piezīmes no pagrīdes și Zilākalna Marta. În 2021 a primit premiul „Harijs Liepiņš” acordat de Uniunea Angajaților din Teatrele Letone (LTDS) pentru interpretările actoricești geniale din sezoanele precedente.
Ģirts Krūmiņš a hotărât să părăsească trupa Teatrului Nou din Riga în iunie 2021, după o colaborare de 25 de ani în care a participat în peste 70 de spectacole, dorind „să-și extindă limitele activității sale profesionale și să aibă mai mult timp pentru diverse experiențe creative”. A călătorit în insula Bali în perioada următoare, unde a stat în carantină, a început să scrie un jurnal, care a devenit sursa de inspirație a unui nou spectacol, și s-a mutat în orașul Kuldīga. S-a întors pe scenă în anul 2022, când a pus în scenă două piese ca actor independent fără contract: Kaimiņu („Vecinul”) și Vientuļās planētas sala („Insula solitară a planetei”). Prima piesă, în care joacă împreună cu Emīls Krūmiņš, a fost regizată de Liena Šmukste, și urmărește conversația despre lucruri simple a doi vecini singuri, în timp ce a doua piesă este un monolog despre singurătate al unui actor, în care-și povestește trăirile ultimilor ani.

## Roluri în filme
Krumiņš a interpretat, de asemenea, roluri în mai multe filme, printre care mirele în Kāzas⁠(d) (2000), Osvalds în Paslēpes (2001), arhitectul dependent de jocuri de noroc în Man patīk, ka meitene skumst⁠(d) (2005), Pavel Bermondt-Avalov⁠(d) în Rīgas sargi⁠(d) (2007), omul de afaceri în Vogelfrei⁠(d) (2007), rolurile din Dancis pa trim⁠(d) (2011) și Ausma⁠(d) (2015), Kārlis în Melānijas hronika⁠(d) (2016), Posa în Homo novus⁠(d) (2018) și Druksnis în [[{{{2}}}|Tizlenes]]⁠(lv)[traduceți] (2021). A jucat rolul Diavolului în serialul TV Saldā indes garša⁠(d) și rolul poetului Robert în miniserialul Aģentūra și a apărut, de asemenea, în miniserialul polițist [[{{{2}}}|Krimināllieta iesācējam]]⁠(lv)[traduceți].
A fost nominalizat de trei ori la premiul „Lielais Kristaps”⁠(d): o dată la categoria „cel mai bun actor” pentru rolul din filmul Man patīk, ka meitene skumst⁠(d) în 2003 și de două ori la categoria „cel mai bun actor în rol secundar” pentru rolul [[{{{2}}}|Pavel Bermondt-Avalov]]⁠(en)[traduceți] din filmul Rīgas sargi⁠(lv)[traduceți] în 2009 și pentru rolul maiorul Sidrabs din miniserialul TV [[{{{2}}}|Krimināllieta iesācējam]]⁠(lv)[traduceți] în 2023.

## Viața personală
Ģirts Krūmiņš a mărturisit că a descoperit că are o înclinație homosexuală atunci când s-a mutat din orașul natal la Riga și că inițial i-a fost greu să-și accepte această orientare. La începutul anului 2020 a anunțat că are un nou iubit, de care s-a despărțit la sfârșitul anului 2022.

## Activitatea teatrală (selecție)
- Bertolt Brecht: Omul cel bun din Seciuan — primul muzicant / Zeul 1 / șomerul / bunicul
- Anton Cehov: Pescărușul — Treplev
- Anton Cehov: Trei surori — Fiodor Kulîghin
- Anton Cehov: Unchiul Vania — Aleksandr Serebriakov
- Feodor Dostoievski: Idiotul — Lukian Timofeevici Lebedev
- Mircea Eliade: Domnișoara Christina — Nazarie
- Mircea Eliade: Șarpele — Andronic
- Nikolai Gogol: Revizorul — Artemii Filippovici Zemlianika
- Ivan Goncearov: Oblomov — Oblomov
- Henrik Ibsen: Un dușman al poporului — Morten Kiil
- Ilf și Petrov: Douăsprezece scaune
- Vladimir Nabokov: Invitație la eșafod — Rodrigo Ivanovici
- Luigi Pirandello: Henric al IV-lea — Landolfo (Lolo)
- Platon: Banchetul — Pausanias
- Aleksandr Pușkin: Regina de pică — jucător de cărți
- Ernesto Sábato: Tunelul — Allende
- Arthur Schnitzler: La Ronde — contele
- Stendhal: Despre dragoste — model
- Tom Stoppard: Arcadia — Ezra Chater
- Aleksei Tolstoi: Aventurile lui Buratino — pudelul Artemon
- Lev Tolstoi: Cadavrul viu — prințul Serghei Abrezkov
- Lev Tolstoi: Puterea întunericului⁠(d) — Akim
- Aleksandr Vampilov: Anecdote provinciale — Rukosuiev / Ugarov
- Aleksandr Vampilov: Vara trecută la Ciulimsk — Eremeev
- Aleksandr Volodin: Cinci seri — Timofeev
- Oscar Wilde: Salomeea — Irod
- Tennessee Williams: Menajeria de sticlă — Tom
- Tennessee Williams: Un tramvai numit dorință — doctorul

## Filmografie
- Kāzas⁠(d) (scurtmetraj, 1999) — mirele
- Saldā indes garša⁠(d) (serial TV, 1999) — Velns
- Paslēpes (2001) — Osvalds
- Slikta vieta (scurtmetraj, 2001)
- Rudens rozes (2004)
- Baltais zvers (scurtmetraj, 2005)
- Man patīk, ka meitene skumst⁠(d) (2005) — arhitectul dependent de jocuri de noroc
- Rīgas sargi⁠(lv)[traduceți] (2007) — [[{{{2}}}|Pavel Bermondt-Avalov]]⁠(en)[traduceți]
- Vogelfrei⁠(d) (2007) — om de afaceri (segmentul „Bătrânul”)
- The Courageous Heart of Irena Sendler⁠(d) (film TV, Germania, 2009) — contabilul german
- Dancis pa trim⁠(d) (2011)
- Ausma⁠(d) (2015)
- Sîn (miniserial TV, Rusia, 2015) — 3 episoade
- Melānijas hronika⁠(d) (2016) — Kārlis, soțul Katrīnei
- Homo novus⁠(d) (2018) — Posa
- Viestur Kairish Comes Out of the Woods (scurtmetraj, 2018) — Gints
- Dveselu putenis (2019) — dr. Kaulins
- Aģentūra (miniserial TV, 2020)
- The Buzz in the Void (scurtmetraj, 2020) — Ainars
- Projekts Skirsanas (serial TV, 2020) — terapeut
- [[{{{2}}}|Tizlenes]]⁠(lv)[traduceți] (2021) — Druksnis
- Tabu. Tas, par ko nerunajam (2021) — Juris
- Perfektas kazas (serial TV, 2021) — Laimonis
- Atgadijums ar pilsoni Zarinu (scurtmetraj, 2021) — Augusts
- The Scent of Apples (scurtmetraj, 2022) — artist
- Maza Mula lielaja makslas pasaule (serial TV, 2022) — Auseklis Bauskenieks (1 episod_
- [[{{{2}}}|Krimināllieta iesācējam]]⁠(lv)[traduceți] (miniserial TV, 2022) — maiorul Sidrabs (6 episoade)
- Mates piens (2023) — profesorul Blums